# Colungo
Colungo település Spanyolországban, Huesca tartományban. Colungo Alquézar, Bárcabo, Hoz y Costean, Salas Altas és Santa María de Dulcis községekkel határos. Lakosainak száma 132 fő (2024).

## Népesség
A település népessége az utóbbi években az alábbiak szerint változott:
| Lakosok száma | 128  | 135  | 140  | 157  | 142  | 124  | 128  | 110  | 118  | 132  |
|               | 2001 | 2004 | 2006 | 2009 | 2011 | 2014 | 2016 | 2019 | 2021 | 2024 |